# William Heberden
William Heberden (13 (13 tháng 8 năm 1710 - 17 tháng 5 năm 1801) là một bác sĩ người Anh.

## Tiểu sử
Ông sinh ra ở London, nơi anh ấy đã nhận được phần đầu của việc học tại Trung học St Saviour. Vào cuối năm 1724, ông được gửi đến St John's College, Cambridge, nơi ông có được học bổng, khoảng năm 1730, trở thành bậc thầy về nghệ thuật vào năm 1732, và lấy bằng MD năm 1739. Ông ở lại Cambridge gần mười năm để hành nghề y, và giảng dạy một khóa học hàng năm về dược liệu. Năm 1746, ông trở thành một thành viên của Đại học Bác sĩ Hoàng gia ở London; và hai năm sau, anh định cư tại Luân Đôn, nơi anh được bầu làm thành viên của Hiệp hội Hoàng gia vào năm 1749 và được hưởng một hoạt động y tế rộng rãi trong hơn ba mươi năm.